# Diversidad sexual en Suecia
La diversidad sexual en Suecia es generalmente aceptada y está protegida legalmente contra la discriminación. Suecia es considerado uno de los países más tolerantes de toda Europa y a su vez del mundo en lo que de homosexualidad se trata. Esto se debe principalmente a la laicidad con la cual se organiza el gobierno y la mayor parte del país, considerando también que la mayoría de la sociedad sueca profesa el protestantismo. La homosexualidad se encuentra legalizada desde el 1 de marzo de 1944. El matrimonio entre personas del mismo sexo es legal desde el 1 de mayo de 2009. Bajo los aspectos legales existe una fuerte protección hacia los homosexuales en Suecia; incluso en la Constitución Política está establecida la prohibición de discriminar por razones de orientación sexual. Otro aspecto dentro del ámbito gay que se ha desarrollado en las últimas décadas es el turismo homosexual: es posible encontrar una amplia variedad de destinos turísticos en toda Escandinavia.

## Ley con respecto a la actividad homosexual
Suecia legalizó las actividades sexuales entre personas del mismo sexo en el año 1944, en el cual la mayoría de edad se fijó a los 18. En 1987, con el fin de combatir la propagación del VIH, la legislatura aprobó una ley contra el sexo en saunas gais y contra la prostitución. Fue derogada en 2004. En 1972, Suecia se convirtió en el primer país del mundo en permitir a los transexuales cambiar legalmente su sexo, y proporciona la terapia hormonal libre, con la misma edad de consentimiento fijada a los 15 años de edad para ambos sexos. En 1979, un número de personas comenzó a considerarse enfermas al padecer un caso de "ser homosexual", en protesta por la clasificación de la homosexualidad como una enfermedad. Esto fue seguido por una ocupación activista de la oficina principal de la Junta Nacional de Salud y Bienestar Social. A los pocos meses, Suecia se sumó a unos pocos países en el mundo en desclasificar la homosexualidad como una enfermedad. La transexualidad fue desclasificado como una enfermedad en 2008.

## Reconocimiento de uniones entre personas del mismo sexo

### Unión Civil
Antes del matrimonio entre personas del mismo sexo en el país, las parejas del mismo sexo tuvieron derecho a registrar sus alianzas a partir de 1995. Estas uniones tenían todos los derechos de los matrimonios excepto "a lo dispuesto por los artículos 3-4" de la ley. Además, todas las disposiciones de una ley o de cualquier otra legislación relacionada con el matrimonio o a los cónyuges se aplican a las uniones civiles y a las partes, excepto a lo indicado en las secciones 3-4.
A partir de mayo de 2009, las nuevas uniones civiles ya no se aceptan - debido a la legalización de los matrimonios homosexuales. El estado de las uniones existentes permanece inalterado, aunque se puede cambiar al estado de matrimonio en virtud de la ley, si se desea.

### Matrimonio
El Parlamento de Suecia votó a favor de la aprobación del matrimonio entre personas del mismo sexo el 1 de mayo de 2009, con una mayoría de 261 votos contra 22, estos últimos representando a una gran mayoría, más no a todos, de miembros de la Democracia Cristiana.
En Suecia se encuentran aprobados tanto el matrimonio civil como el religioso. A partir del 22 de octubre de 2009 la Iglesia de Suecia, de tradición luterana, celebra matrimonios homosexuales del mismo modo que uno heterosexual.
| Partido                     | Posicionamiento sobre la ley         | Número de escaños en el Riksdag | Situación en el Riksdag           |
| Partido socialdemócrata     | A favor                              | 130                             | Oposición                         |
| Partido Moderado            | A favor (15 abstenciones)            | 97                              | Líder del gobierno                |
| Partido Centrista           | A favor (un diputado votó en contra) | 29                              | Socio de la coalición de gobierno |
| Partido Popular Liberal     | A favor                              | 28                              | Socio de la coalición de gobierno |
| Partido Demócrata Cristiano | En contra (21), una abstención       | 24                              | Socio de la coalición de gobierno |
| Partido de la Izquierda     | A favor                              | 22                              | Oposición                         |
| Partido Verde               | A favor                              | 19                              | Oposición                         |

## Adopción y familia
La familia homoparental se encuentra plenamente reconocida por la legislación sueca y sin distinción de la familia heteroparental. Desde el 1 de febrero de 2003 las personas homosexuales unidas mediante una unión civil/matrimonio han tenido los mismos derechos de adopción que las parejas suecas casadas (esto también incluye el derecho de las personas homosexuales individuales a adoptar). En lo que respecta a las adopciones extranjeras, el Ministerio de Justicia establece: "En cuanto a la adopción desde el extranjero, es importante que seamos sensibles y conscientes de que los países con los que coopera Suecia a menudo tienen una visión diferente sobre las personas homosexuales y la paternidad homosexual. La cooperación en materia de adopciones internacionales debe basarse en la confianza. Esto significa que las limitaciones y condiciones que los países de origen establezcan deben cumplirse".
En 2005, una nueva ley fue aprobada, la cual permite a las parejas lesbianas a ser tratadas para la inseminación artificial en hospitales públicos.

## Edad de consentimiento sexual para la homosexualidad
Aunque la homosexualidad en Suecia fue aprobada en 1944, la edad de consentimiento sexual para los homosexuales era diferenciada de la de los heterosexuales, 18 y 15 años respectivamente. Esta determinación en la legislación sueca fue derogada en 1972 igualando a la edad de consentimiento heterosexual.

## Servicio militar
Los homosexuales suecos no son discriminados al ingresar al servicio militar. Las Fuerzas Armadas Suecas trabajan en conjunto para construir un ambiente en donde las personas LGBT se sientan libres de ser quienes son y de no esconder su orientación sexual.

## Derechos transgénero
La capacidad de cambiar legalmente el marcador de género en Suecia ha estado disponible desde 1972, cuando el país nórdico se convirtió en el primer país del mundo en permitir a las personas transgénero indicar y cambiar legalmente su género. Pero esto sólo estaba permitido si se cumplían varios criterios, como el de tener que ser ciudadano sueco y tener 18 años de edad, ser soltero (habiéndose divorciado de ser necesario), y haber vivido durante dos años como el género opuesto. La ley fue reevaluada en 2007, proponiendo el traslado de los requisitos para ser un ciudadano sueco, soltero y esterilizado, y fue presentada al ministro demócrata cristiano de Salud y Asuntos Sociales.

## Protección contra la discriminación
La Constitución de Suecia prohíbe la discriminación sobre la base de la "orientación sexual". En 1987, la discriminación contra los gais y las lesbianas se incluyó en la sección del código penal que se ocupa de la discriminación por motivos de raza, etc. En 2008, la identidad o expresión transgénero fue añadida a un nuevo código de discriminación unificado que entró en vigor el 1 de enero de 2009. Desde 2002, el portal de la sección de la Constitución prohíbe la discriminación por motivos de orientación sexual.
Hasta el año 2009 el Defensor del Pueblo sueco contra la discriminación por motivos de orientación sexual (en sueco: Ombudsmannen mot diskriminering på grund av sexuell läggning), que normalmente se denomina HomO, era la oficina sueca del defensor contra la discriminación por motivos de orientación sexual. Dicho defensor dejó de existir el 1 de enero de 2009; el Defensor del Pueblo se fusionó con otros defensores contra la discriminación en un nuevo cuerpo: Defensores contra la discriminación. Los actos previamente existentes contra la discriminación también fueron sustituidos por una nueva Ley contra la discriminación.

## Opinión pública
De acuerdo con la Asociación Internacional de Gays y Lesbianas, Suecia es el país más gay friendly de Europa, con una legislación amplia de protección de los derechos LGBT, incluyendo la ley antidiscriminatoria y una legislación matrimonial neutral. Una encuesta de 2006 de miembros de la Unión Europea mostró que un 71% de los suecos apoyan el matrimonio entre personas del mismo sexo.

## Movimientos por los derechos LGBT en Suecia

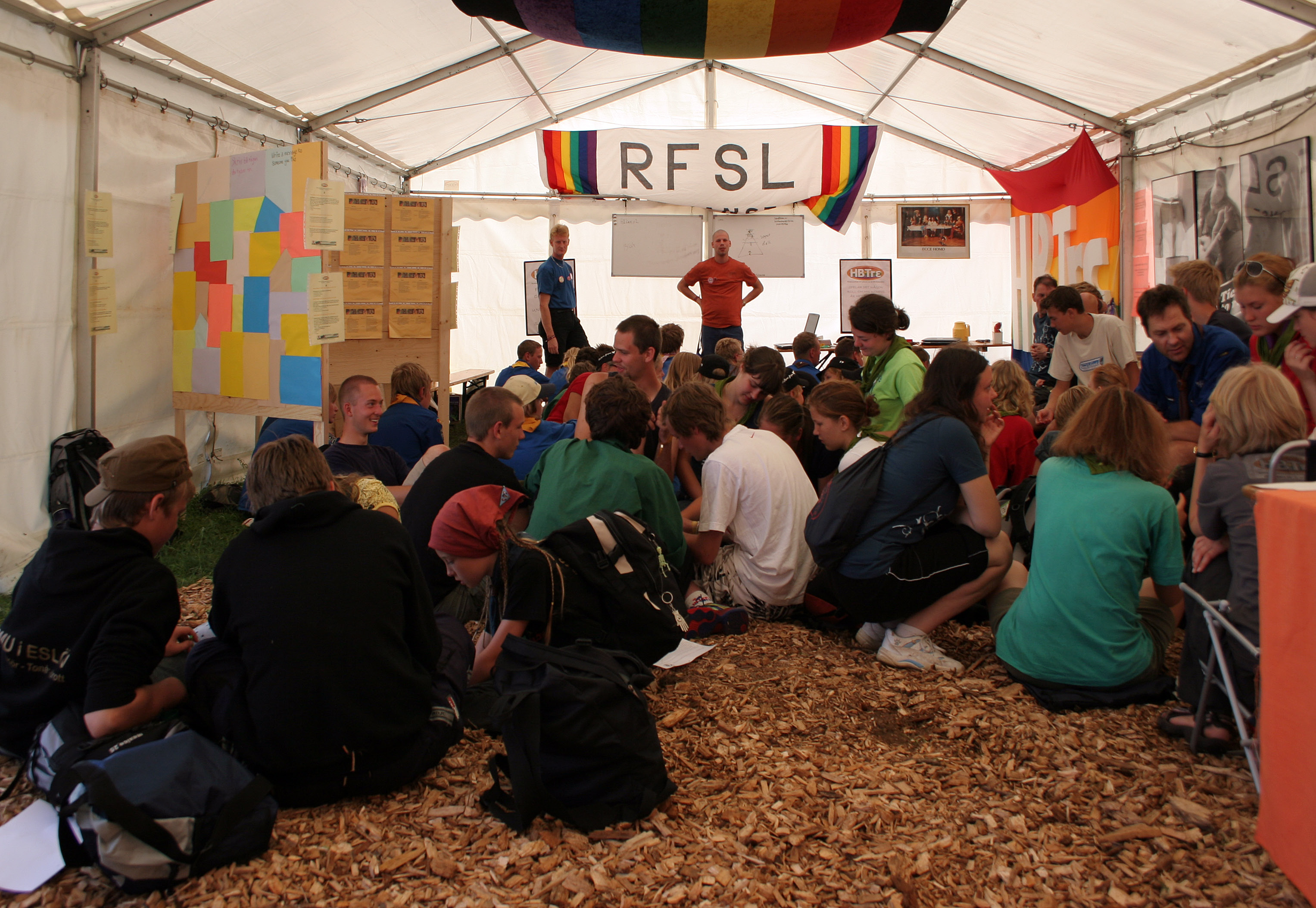
Federación Sueca por los Derechos de Lesbianas, Gays, Bisexuales y Transexuales (RFSL) celebrando un seminario en Rinkaby.

La Federación Sueca por los Derechos de Lesbianas, Gays, Bisexuales y Transexuales (RFSL, por sus siglas en sueco), una de las organizaciones LGBT más antiguas del mundo, se originó en octubre de 1950 como una rama sueca de la Federación Danesa de 1948. En abril de 1952 el RFSL adoptó su nombre actual y se declaró a sí misma como una organización independiente. Actualmente cuenta con 28 sucursales en toda Suecia, desde Piteå en el norte, hasta Malmö, en el sur, con más de 6.000 miembros.
La RFSL funciona para las personas LGBT a través del cabildeo político, la difusión de información y la organización de actividades sociales y de apoyo. A nivel internacional, la RFSL trabaja con la ILGA y también colabora con otras organizaciones LGBT en los países vecinos.
La federación cuenta con centros de asesoramiento para mujeres y hombres en Estocolmo, Gotemburgo y Malmö. El asesoramiento está dirigido a personas que necesitan hablar acerca de la salida, el sexo, el VIH/sida y otros problemas de salud, y relaciones, así como aquellos que necesitan ayuda en sus contactos con las autoridades e instituciones de salud, o que requieran asistencia jurídica con por ejemplo, el asilo y la voluntad.
Varios festivales del orgullo gay se alojan en Suecia cada año. El Stockholm Pride (Orgullo de Estocolmo) es el festival más grande y antiguo, y se ha organizado anualmente desde 1998. En años posteriores, festivales del orgullo se han dispuesto en Gotemburgo, Malmö y Upsala, y eventos locales del orgullo se alojan en comunidades más pequeñas.